# Navegação privada
A navegação privada/ anónima é um recurso de privacidade em alguns navegadores da web. Ao operar nesse modo, o navegador cria uma sessão temporária que é isolada da sessão principal do navegador e dos dados do usuário. O histórico de navegação não é salvo e os dados de localização associados à sessão, como cookies, são apagados quando a sessão é encerrada. Esses modos são projetados principalmente para evitar que os dados e o histórico associados a uma determinada sessão de navegação persistam no dispositivo ou sejam descobertos por outro usuário do mesmo dispositivo.
Os modos de navegação privada não protegem necessariamente os usuários de serem rastreados por outros sites ou seu fornecedor de serviços de Internet. Além disso, existe a possibilidade de que traços identificáveis de atividade possam vazar de sessões de navegação privada por meio do sistema operacional, falhas de segurança no navegador ou por meio de extensões de navegador maliciosas, e foi descoberto que certas APIs HTML5  podem ser usadas para detetar a presença de modos de navegação privada devido a diferenças de comportamento. Normalmente é por isso que algumas pessoas confundem a navegação privada com uma VPN.

## História
O navegador Safari da Apple foi um dos primeiros grandes navegadores da web a incluir esse recurso. Desde então, o recurso foi adotado em outros navegadores e levou à popularização do termo em 2008 pelos principais veículos de notícias e sites de computação ao discutir as versões beta do Internet Explorer 8. O Adobe Flash Player 10.1 começou a respeitar as configurações do navegador e o status da navegação privada em relação ao armazenamento de objetos compartilhados localmente.

## Usos
Os usos notados dos modos de navegação privada incluem ocultar conteúdo indesejável do histórico de navegação (como visitas a sites voltados para adultos), realizar pesquisas na web que não são influenciadas por algoritmos por hábitos de navegação anteriores ou interesses registrados do usuário, proporcionando uma sessão temporária "limpa" para um usuário convidado (como ao usar um computador público), e usar sites com várias contas simultaneamente. A navegação privada também tem sido usada como um meio de contornar acessos pagos medidos em alguns sites. 
Em uma pesquisa do mecanismo de pesquisa DuckDuckGo, 48% dos participantes recusaram-se a responder (o pesquisador líder Elie Bursztein observou que "as pesquisas claramente não são a melhor abordagem para entender por que é que as pessoas estão a usar o modo de navegação privada devido ao fator de constrangimento"), e 18% listaram as compras como seu principal uso dos modos de navegação privada. 
Um estudo da Fundação Mozilla descobriu que a maioria das sessões durava apenas cerca de 10 minutos, mas havia períodos em que a ativação aumentava, geralmente por volta das 11h00 às 14h00, 17h00, entre as 21h00 e 22:00, e um pico menor cerca de uma ou duas horas após a meia-noite.

## Suporte em navegadores populares
| Data              | Navegador           | Sinónimo |
| ----------------- | ------------------- | --- |
| Abril 29, 2005    | Safari 2.0          | Navegação Privada (Command⌘+Shift+n)                                                                                  |
| Dezembro 11, 2008 | Google Chrome       | Navegação Anónima (Ctrl+Shift+n ou ⌘+Shift+n para Mac)                                                                |
| Março 19, 2009    | Internet Explorer   | Janela InPrivate (Ctrl+Shift+p ou ⌘+Shift+p para Mac)                                                                 |
| Junho 30, 2009    | Mozilla Firefox 3.5 | Navegação Privada (Ctrl+Shift+p ou ⌘+Shift+p para Mac)                                                                |
| Março 2, 2010     | Opera 10.50         | Janela Privada (Ctrl+Shift+n ou ⌘+Shift+n para Mac)                                                                   |
| Novembro 18, 2014 | Amazon Silk         | Navegação Privada (deslize da borda esquerda da tela, toque em Configurações e selecione Entrar na navegação privada) |
| Julho 29, 2015    | Microsoft Edge      | Janela InPrivate (Ctrl+Shift+n ou ⌘+Shift+p para Mac)                                                                 |
| Novembro 13, 2019 | Brave               | Navegação Privada (Ctrl+Shift+n ou ⌘+Shift+n para Mac)                                                                |

## Segurança
É um equívoco comum que os modos de navegação privada podem proteger os usuários de serem rastreados por outros sites ou seu fornecedor de serviços de Internet. Essas entidades ainda podem usar informações como endereços IP e contas de usuário para identificar os usuários de forma exclusiva. Alguns navegadores resolveram parcialmente essa lacuna, oferecendo recursos adicionais de privacidade que podem ser ativados automaticamente ao usar o modo de navegação privada, como o recurso "Proteção contra Rastreamento" do Firefox para controlar o uso de rastreadores da web (que desde então foi transformado em um "bloqueio de conteúdo" maior função estendida fora do modo de navegação privada), e Opera oferecendo um serviço VPN interno embutido no navegador. 
Pesquisadores brasileiros publicaram os resultados de um projeto onde aplicaram técnicas forenses (nomeadamente a ferramenta Foremost data carving e o programa Strings) para extrair informações sobre as atividades de navegação dos utilizadores nos navegadores Internet Explorer e Firefox com o modo privado ativado. Eles foram capazes de coletar dados suficientes para identificar as páginas visitadas e até reconstruí-las parcialmente. Essa pesquisa foi posteriormente estendida para incluir os navegadores Chrome e Safari. Os dados coletados provaram que as implementações de modo privado dos navegadores não são capazes de ocultar totalmente as atividades de navegação dos usuários e que navegadores em modo privado deixam rastros de atividades em estruturas de cache e arquivos relacionados ao processo de paginação do sistema operacional. 
Outra análise de segurança independente, realizada por um grupo de pesquisadores da Universidade de Newcastle, relatou uma gama de vulnerabilidades de segurança potenciais na implementação dos modos privados no Chrome, Firefox, Internet Explorer e Safari, incluindo isso; 
- As extensões do navegador ainda podem registrar o histórico se estiverem ativas no modo privado. Embora o Chrome e o Firefox tenham, desde então, exigido que as extensões sejam ativadas em uma base opt-in para os seus modos de navegação privada, uma extensão instalada no modo normal poderia aprender as atividades do usuário no modo privado medindo o uso de recursos de computação compartilhados.
- A eliminação de dados apenas pelo navegador é considerada insuficiente. Por exemplo, os registros de sites visitados durante a sessão privada podem ser retidos na memória por um longo tempo, mesmo após o encerramento da sessão privada. Além disso, os registros do site visitado são geralmente mantidos pelo sistema operacional no cache DNS local. Além disso, os carimbos de data / hora modificados de certos arquivos de perfil salvos no disco podem revelar se o modo privado foi ativado anteriormente e quando foi ativado.
- Bugs de software presentes em alguns navegadores degradam seriamente a segurança do modo privado. Por exemplo, em algumas versões anteriores do Safari, o navegador retinha os registros do histórico de navegação privada se o programa do navegador não fosse fechado normalmente (por exemplo, como resultado de uma falha) ou se o usuário agisse para adicionar um favorito no modo privado.
- Dependendo se a sessão está no modo privado ou normal, os navegadores da web geralmente exibem diferentes interfaces de usuário e características de tráfego. Isso permite que um site remoto saiba se o usuário está atualmente no modo privado, por exemplo, verificando a cor dos hiperlinks ou medindo o tempo de gravação dos cookies.
- Bugs e vulnerabilidades de segurança nas próprias extensões também podem vazar dados pessoalmente identificáveis do modo privado.

As implementações da API HTML5 FileSystem podem ser usadas para detetar usuários no modo privado. No Google Chrome, a API FileSystem não estava disponível no modo de navegação anónima antes da versão 76. Para evitar a evasão de políticas de acesso pago e evasão de scripts de rastreamento da web usados para monetizar o tráfego, vários sites - incluindo o The New York Times - usaram esse comportamento para bloquear o acesso de usuários no modo de navegação privada e exigir que eles se inscrevam ou façam login. O Chrome 76 permite que a API FileSystem seja usada no modo anônimo; explicando a mudança, o Google argumentou que a capacidade de detetar o uso do modo de navegação anônima infringe a privacidade dos usuários. No entanto, foi descoberto mais tarde que as cotas de espaço em disco para a API diferiam entre os modos normal e incógnito, fornecendo outro meio para detetar usuários incógnitos. Apesar das declarações em contrário do Google, isso ainda não foi corrigido. Scripts também foram desenvolvidos para detetar o modo de navegação privada em outros navegadores, como o Firefox. 